# Amazing Grace
"Amazing Grace" (tiếng Việt: "Ân điển diệu kỳ", "Ân phúc diệu kỳ" hay "Ơn lạ lùng") là một trong những bài thánh ca nổi tiếng nhất trong cộng đồng Cơ Đốc giáo. Ca từ của bài thánh ca được sáng tác khoảng năm 1772 bởi John Newton với giai điệu mang đậm nét dân ca Mỹ, có lẽ chịu ảnh hưởng từ những ca khúc của người nô lệ.

## Lịch sử

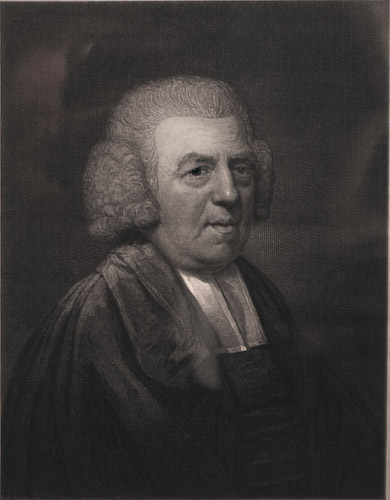
John Newton trong những năm cuối đời

John Newton (1725-1807) là thuyền trưởng một tàu buôn nô lệ. Ngày 10 tháng 5 năm 1748, trên đường về, tàu của ông gặp bão. Biến cố này giúp Newton nếm trải kinh nghiệm về sự giải cứu kỳ diệu bởi Thiên Chúa. Trong nhật ký, Newton viết rằng trong lúc nguy ngập vì tàu sắp đắm, ông kêu lên "Lạy Chúa, xin thương xót tôi!". Từ đó, ông chấp nhận đức tin Cơ Đốc. Từ năm 1755 đến 1760, Newton từ bỏ nghề hải hành và đến sinh sống ở Liverpool, tại đây ông gặp George Whitefield và John Wesley. Chịu ảnh hưởng hai nhà thuyết giáo Giám Lý rất nổi tiếng này, Newton bắt đầu trau dồi kiến thức cũng như học tiếng Hi Lạp và tiếng Hebrew để trở thành một mục sư Anh giáo.

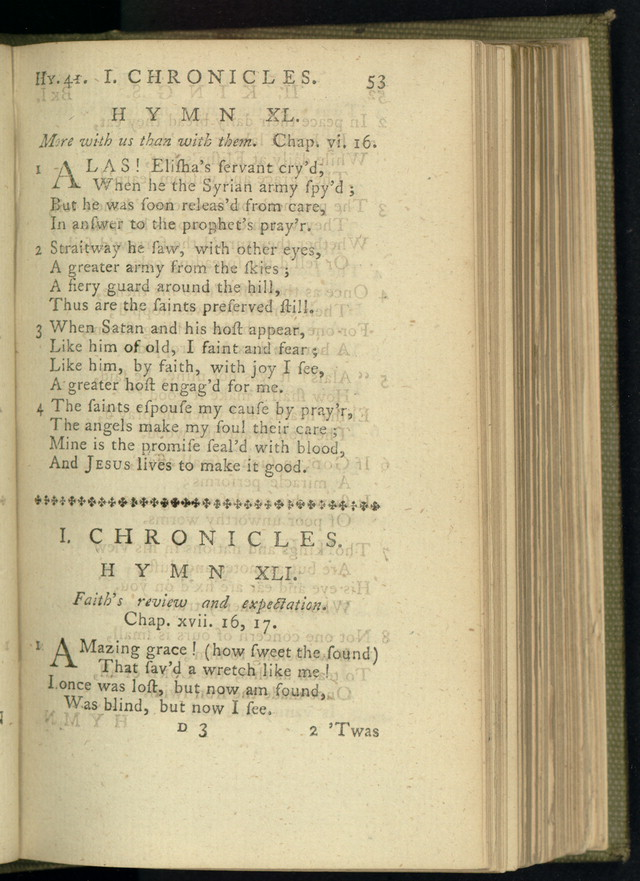
Phần dưới cùng của trang 53 của Olney Hymns cho thấy khổ thơ đầu tiên của bài thánh ca bắt đầu "Amazing Grace!"

Ca từ được sáng tác bởi Newton rất được yêu thích bởi tín hữu Cơ Đốc thuộc mọi giáo phái, do bài thánh ca đã tóm lược cách súc tích nội dung giáo lý ân điển của Cơ Đốc giáo. Ca từ lấy cảm hứng từ Kinh Thánh, sách 1Sử ký 17: 16, khi lòng và tâm trí của Vua David bị phủ lấp bởi sự kinh ngạc trước ân điển diệu kỳ của Thiên Chúa, bởi ân điển mà nhà vua và hậu duệ của nhà vua được kể là những người được Chúa tuyển chọn.
"Ân điển Diệu kỳ" cũng được phổ biến rộng rãi trong vòng những người ủng hộ công cuộc đấu tranh cho tự do và nhân quyền, dù là tín hữu Cơ Đốc hay không. Nhiều người tin rằng đây là bài hát chống nạn sở hữu nô lệ vì Newton từng là người buôn nô lệ, mặc dù có những tra vấn về điều này.
Bài thánh ca được nhiều người hát từ hai bên chiến tuyến trong cuộc Nội chiến Mỹ. Khi bị chính phủ Mỹ cưỡng bức tập trung vào những khu định cư dành riêng cho người da đỏ, nhiều người thuộc bộ tộc Cherokee gục chết trên "con đường nước mắt" mà không được chôn cất tử tế, "Ân điển Diệu kỳ" là bài hát mang đến niềm an ủi cho những người sống sót. Từ đó, bài thánh ca thường được xem là Quốc ca của người Cherokee. Đó là lý do khiến nhiều nghệ sĩ da đỏ đương đại ghi âm ca khúc này.
Trong những năm gần đây, bài hát được phổ biến rộng rãi trong vòng các nhóm cai nghiện rượu và ma túy, đặc biệt là những nhóm được tổ chức bởi các tín hữu Cơ Đốc.

## Lời bài hát
Amazing grace!(how sweet the sound)

That saved a wretch like me!

I once was lost but now I am found

Was blind, but now I see.
'Twas grace that taught my heart to fear.

And grace my fears relieved;

How precious did that grace appear,

The hour I first believed.
Through many dangers, toils and snares.

I have already come;

'Tis grace has brought me safe thus far,

And grace will lead me home.
When we've been there ten thousand years,

Bright shining as the sun,

We've no less days to sing God's praise

Than when we've first begun.
Dịch:
Phiên bản 1:

Ân sủng tuyệt vời!(âm thanh ngọt ngào như thế nào)

Điều đó đã cứu một kẻ bất lương như tôi!

Tôi đã từng bị lạc nhưng bây giờ tôi được tìm thấy

Đã bị mù, nhưng bây giờ tôi thấy.
'Twas ân sủng đã dạy trái tim tôi sợ hãi.

Và ân sủng nỗi sợ hãi của tôi làm giảm bớt;

Ân sủng đó đã xuất hiện quý giá biết bao,

Giờ đầu tiên tôi tin.
Trải qua nhiều nguy hiểm, đất và bẫy.

Tôi đã đến rồi;

'Ân sủng đã mang lại cho tôi an toàn cho đến nay,

Và ân sủng sẽ dẫn tôi về nhà.
Khi chúng ta ở đó mười ngàn năm,

Sáng ngời như mặt trời,

Chúng tôi đã không ít ngày để ca ngợi Chúa

Hơn khi chúng ta mới bắt đầu.
Phiên bản 2:

Ân sủng tuyệt vời (nghe thật ngọt ngào)

Anh cứu một người khốn khổ như tôi.

Một khi đã mất, nhưng tìm thấy bây giờ,

Một khi mù, bạn có thể thấy bây giờ.
Ông dạy rằng ân sủng của Chúa sợ trái tim tôi.

Và những ân sủng này đã giải phóng tôi khỏi sự sợ hãi

Làm thế nào ân sủng tuyệt vời đã xuất hiện,

Khi tôi mới tin.
Vượt qua nhiều nguy hiểm, đau khổ và cám dỗ,

Tôi đã đến rồi.

Ân sủng này đã dẫn tôi đến nay.

Vì vậy, ân sủng sẽ dẫn tôi về nhà.
Sau 10.000 năm đến đó,

Tỏa sáng như mặt trời

Hát ngợi khen Chúa miễn là ngày.

Giống như khi bạn lần đầu hát.

## Phiên bản
"Ân điển Diệu kỳ" được trình bày bởi nhiều nghệ sĩ nổi tiếng, trong đó có thần tượng nhạc dân ca và nhà hoạt động nhân quyền Joan Baez. Bên cạnh việc ghi âm bài hát, Joan Baez đã mở màn phần trình diễn tại Hoa Kỳ của chương trình Live Aid - một chuỗi các buổi biểu diễn cứu trợ nạn đói châu Phi năm 1985 - với ca khúc "Ân điển Diệu kỳ". Trong số các tên tuổi trong lãnh vực âm nhạc đã trình bày ca khúc này có: Arlo Guthrie, Bill and Gloria Gaither, Charlotte Church, Chris Tomlin, Destiny's Child, Diana Ross, Elvis Presley, Johnny Cash, Kylie Minogue, LeAnn Rimmes, Mahalia Jackson, Rod Stewart, Il Divo,...
Trong tiếng Việt, ca khúc này được dịch ra nhiều phiên bản như: Ân điển diệu kỳ, Ơn huyền diệu, Ơn huệ cao vời, Ơn lạ lùng, Ân phúc diệu kỳ...

## Audio samples
- Nghe nhạc trực tuyến "Ân điển Diệu kỳ" Lưu trữ ngày 1 tháng 3 năm 2008 tại Wayback Machine
- Amazing Grace and other Hymns from 1886 hymnal, played for any browser exactly as written